# Noël Cunningham-Reid
Noël Cunningham-Reid, né le 25 décembre 1930, dans le quartier londonien de Pimlico et mort le 26 septembre 2017, est un ancien pilote automobile britannique des années 1950, sur circuits en voitures de sport.

## Biographie
Sa carrière en course s'étale de 1954 à 1957.
Il débute sur Lister, obtenant ainsi plusieurs victoires National avec la marque en 1955 (à Brands Hatch, Silverstone et Oulton Park), ainsi qu'une autre en 1956 (encore à Brands Hatch). Il obtient également un trophée National avec H. W. Motors (l'écurie de George Abecassis) à Snetterton en octobre 1956 pour la dernière épreuve de la saison britannique Sports Cars.

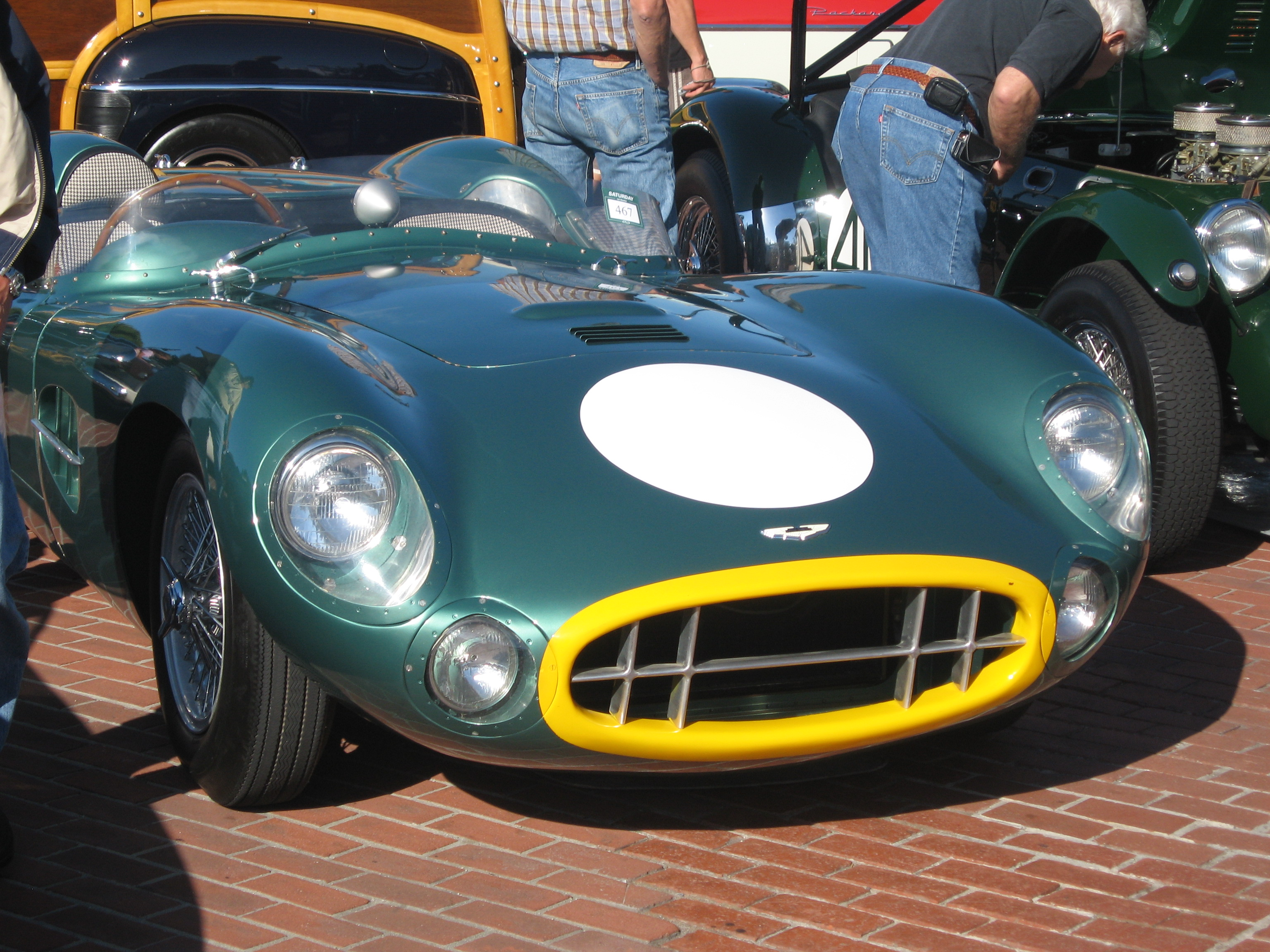
Une Aston Martin DBR1, de type Le Mans 1957.

1957 est son année la plus faste en termes de résultats (grâce à son nouvel employeur Aston Martin), mais aussi sa dernière saison disputée régulièrement. Après une troisième place au British Empire Trophy avec la DB3S vieillissante, il remporte les 1 000 kilomètres du Nürburgring au Nordschleife avec Tony Brooks sur la nouvelle Aston Martin DBR1 3L. I6 (première des six victoires de la voiture au Championnat du monde des voitures de sport). Il participe ensuite aux 24 Heures du Mans toujours avec Brooks sur la DBR1 (abandon). À la mi septembre il termine encore douzième du BRDC International Trophy à Silverstone, seul Grand Prix de Formule 1 auquel il ait participé (hors championnat, sur une Cooper T41-Climax F2, épreuve alors remportée pour la seule fois par un Français, Jean Behra), et le même jour il finit aussi troisième de l'épreuve Sports avec la DBR2 (l'International Daily Express Trophy), pour son ultime sortie officielle avec David Brown.